# Liquen

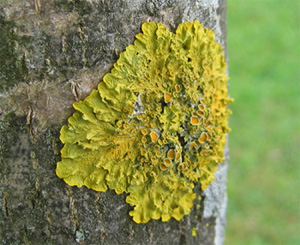
Liquen sobre l'escorça d'un arbre. Xanthoria parietina

Els líquens o fongs liquenitzats són uns éssers vius fotosintètics formats per l'associació d'un fong amb una alga o un cianobacteri. La seva forta capacitat d'adhesió incrustant al substrat i la seva resistència i tolerància a la dessecació permet als líquens colonitzar ambients que no poden colonitzar les plantes. La paraula liquen prové del grec λειχἠν (malaltia de la pell, durícia, planta paràsita). La ciència que estudia els líquens és la liquenologia.
Estan formats per dos components o organismes que viuen en simbiosi: per una banda, hi ha les hifes del fong (que s'anomenen micobiont o micosimbiont) i, d'una altra, les cèl·lules de l'alga o cianobacteri (gonidis, ficobiont o ficosimbiont). Aquesta associació és duradora, reproduïble (dona naixement a nous individus), té beneficis recíprocs per als associats i comporta modificacions morfològiques i fisiològiques (aquestes darreres lligades a interaccions genètiques entre les parts). El micobiont sol ser un ascomicet, per la qual cosa es denominen ascolíquens, i presenten les fructificacions típiques dels ascomicets; si presenten peritecis es denominen pirenolíquens (pirenomicets) i si desenvolupen apotecis, discoliquen (discomicets); més rarament, el micobiont pot ser un basidiomicet (basidiolíquens). El ficobiont sol ser un cloròfit, més rarament un cianobacteri; de vegades, se'n presenten associacions triples, com en el gènere Lobaria, un ascoliquen, amb un cloròfit com a ficobiont, que, no obstant això, presenta unes estructures especials, anomenades cefalodis, en les associacions es produeix amb un cianobacteri (Nostoc). A causa de la seva naturalesa dual, els líquens presenten característiques tant del fong com de l'alga, malgrat presentar característiques pròpies i particulars.

## Taxonomia
Fins a mitjan segle xix, els naturalistes classificaven els líquens dins la classe dels briòfits (molses). El 1867, a la reunió anual de la Societat Suïssa d'Història natural, el botànic Simon Schwendener va fer pública la seva hipòtesi sobre els líquens com a organismes que no eren plantes autònomes, sinó fongs que estaven units a algues. L'any següent va publicar un article sobre aquesta naturalesa doble dels líquens, que considerava un cas de parasitisme. Albert Bernhard Frank hi proposà el terme symbiotismus el 1877, terme a poc a poc acceptat per la comunitat científica, seguida dels treballs d'Anton de Bary, que donà la definició més extensa de la simbiosi com a convivència d'organismes diferents.
Els líquens es classifiquen en la divisió Fungi (fongs), des del segle xx, ja que només el micobiont assegura la reproducció sexual. La classificació d'Alexander Zahlbruckner (1860-1938) (1907, 1926), malgrat ser ja molt antiga, té un gran valor pràctic. Segueix aquest esquema:
1. Subclasse Ascolichenes amb ascs.
  1. Sèrie dels Pyrenocarpeae: ascocarps oberts només per un porus, unes disset famílies.
  2. Sèrie dels Gymnocarpeae: ascocarps més o menys oberts.
    1. Subsèrie dels Graphidineae: els ascs i parafisis es destrueixen i formen amb les espores, dins l'ascocarp una massa pulverulenta. N'hi ha tres famílies.
    2. Subsèrie dels Cyclocarpineae: ascocarps de forma arrodonida. És el grup més nombrós. N'hi ha unes vint-i-nou famílies.
2. Subclasse dels Basidiolichenes (o Hymenolichenes): espores produïdes per basidis. N'hi ha tres gèneres, totes les espècies són tropicals.

Una altra classificació es basa en el component fúngic més rellevant: 
- Classe Ascolichenes

Subclasse Pyrenolichenes
Subclasse Discolichenes
- Classe Basidiolichenes
- Classe Hypholichenes

## Evolució i diversitat
Els fòssils de líquens més antics són del període cambrià.
S'estima que hi ha unes 20.000 espècies de líquens.
El liquen té tres formes de reproducció: reproducció vegetativa, reproducció asexual i reproducció sexual. La reproducció vegetativa es fa per simple fragmentació del tal·lus o amb ajut d'estructures especialitzades. La reproducció asexual s'assegura pel micobiont que produeix conidis. I la reproducció sexual també està assegurada pels micobionts i forma dos tipus d'òrgans especialitzats: els apotecis o els peritecis.

## Nutrició i creixement
El micobiont proporciona el suport i la protecció, els minerals, la reserva d'humitat (una pressió osmòtica elevada assegurada per l'arabitol i el mannitol, limita la dessecació del tal·lus); el fotobiont proporciona els nutrients provinents de la fotosíntesi, midó en la majoria de les espècies.
Les necessitats de sals minerals dels líquens és molt limitada, perquè són consumidors febles i poden parar el seu creixement.
S'alimenten a partir de l'atmosfera (minerals dissolts en l'aigua de pluja). També poden solubilitzar els elements minerals del substrat mitjançant l'excreció d'àcids orgànics. Alguns líquens fixen nitrogen atmosfèric.
Tenen un creixement molt lent, de l'ordre d'alguns mil·límetres cada any. Per exemple, Rhizocarpon geographicum creix unes centèsimes de mil·límetre a l'any. De manera oposada, el gènere Usnea dels arbres creixen d'1 a 2 cm l'any.

## Morfologia
Dos tipus d'anatomia del tal·lus caracteritzen els líquens: 
- liquen homòmer: amb les cèl·lules del fotobiont repartides més o menys uniformement dins el tal·lus (cas dels gèneres Leptogium i Collema),
- liquen heteròmer: amb les cèl·lules del fotobiont agrupades en una capa assimiladora.

L'estructura del liquen heteròmer està formada per: 
- còrtex superior, constituït per teixit compacte d'hifes (podeci),
- capa assimiladora, o capa algal: amb les cèl·lules del fotobiont repartides entre una xarxa d'hifes,
- medul·la: sense fotobiont,
- còrtex inferior.

### Tal·lus crustaci

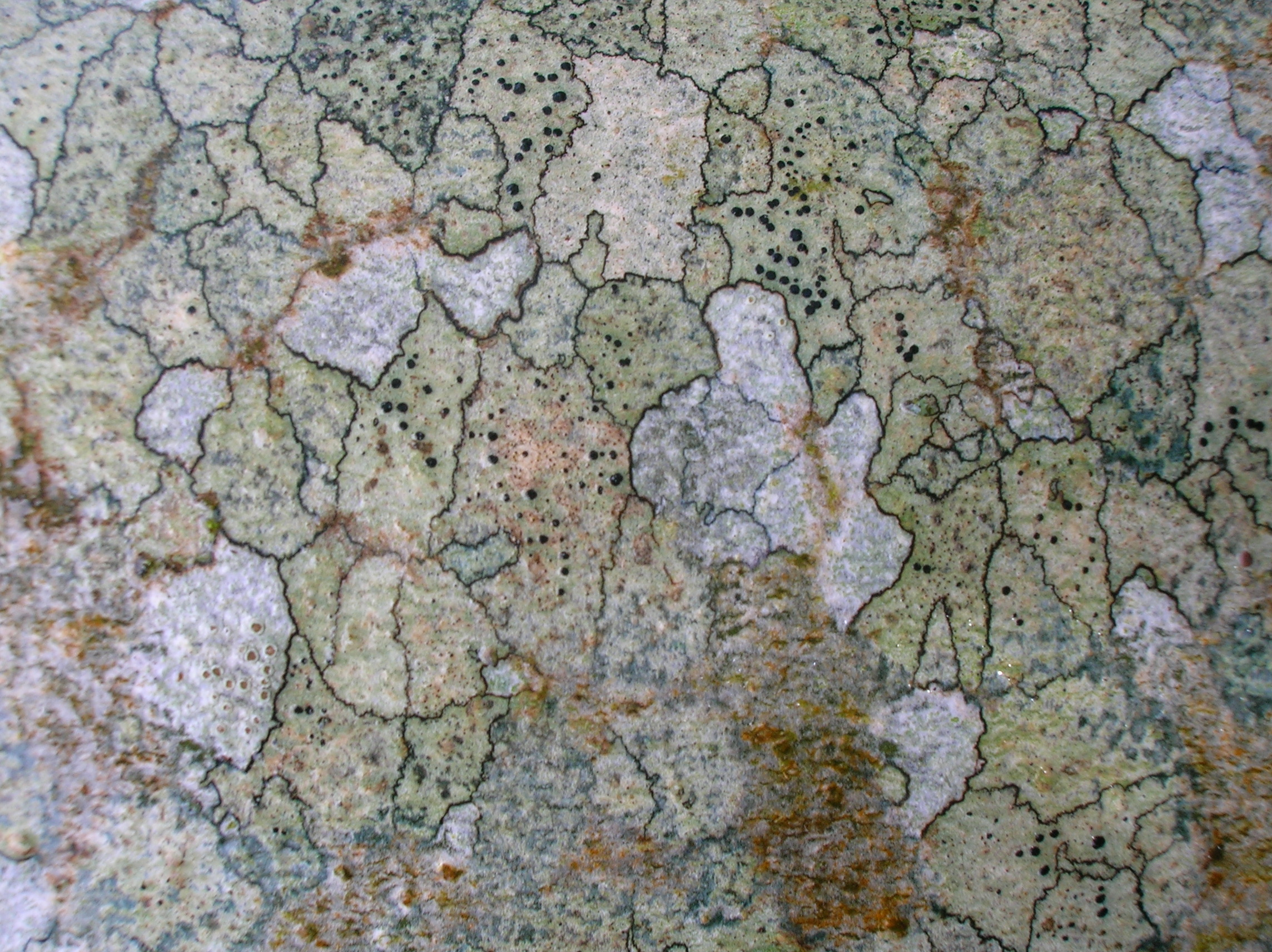
Liquen crustaci.

Els anomenats tal·lus crustacis creixen fortament adherits al substrat. Les característiques d'aquest tipus de tal·lus permet als líquens sobreviure en ambients molt extrems i en superfícies exposades de roca. La forma més simple d'organització es presenta en gèneres com el de Lepraria, en què les hifes del micobiont emboliquen petits grups d'algues sense possibilitat de diferenciar-los.

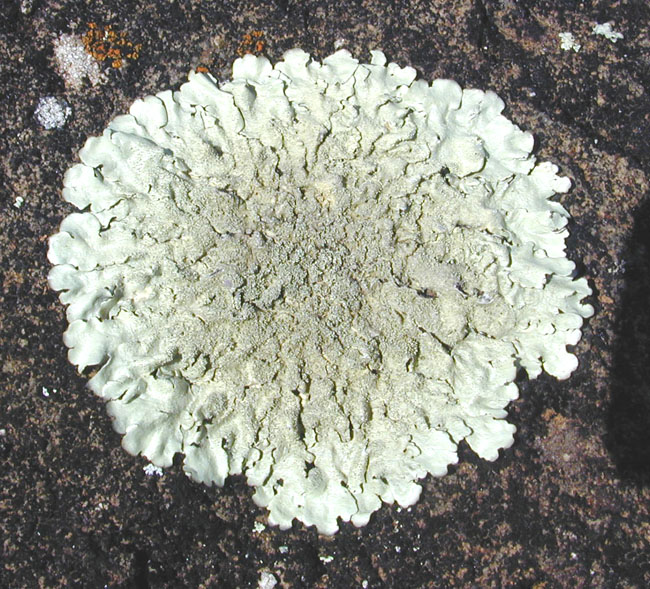
Liquen crustaci esquamós.

Els líquens endolítics viuen en l'interior de microfissures de les roques i els endofleòdics sota la cutícula de fulles de les plantes i la seva estructura és molt més complexa; en l'espècie sud-africana Lecidea sarcogynoides, diversos individus han penetrat fins a 9,6 mil·límetres de fondària cada cent anys.
Els líquens epilítics són els més abundosos dins els líquens crustacis. El tal·lus més complex dins dels crustacis és l'esquamós, en què les arèoles creixen fins a arribar a separar-se parcialment del substrat, formant les característiques esquames.

### Tal·lus foliós

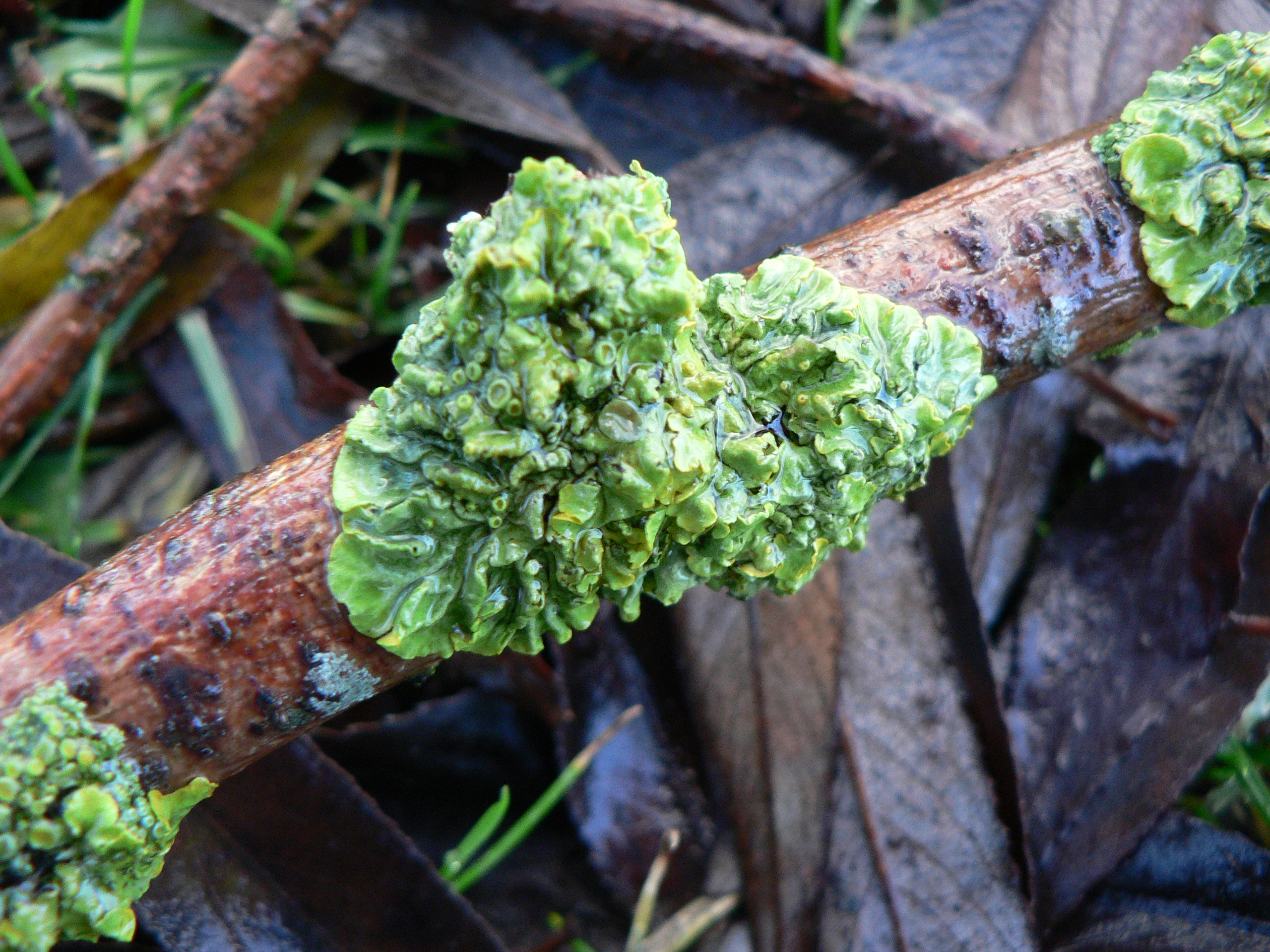
Liquen foliós.

En els líquens foliosos o foliacis, el tal·lus es troba parcialment desenganxat del substrat.
Els líquens laciniats tenen l'estructura típica dels líquens foliosos; s'adhereixen al substrat en gairebé tota la seva extensió i en gairebé totes les espècies tenen lòbuls de distribució variada; en algunes espècies, els lòbuls estan inflats i aleshores poden esdevenir els líquens de mida més gran, com ara en els gèneres Xanthoparmelia, Physcia i Solorina.
En el cas del gènere Umbilicaria, el tal·lus presenta un únic punt d'ancoratge.
En alguns deserts, hi creix un tipus particular de liquen foliós, amb moviment higroscòpic, com per exemple en espècies com Xanthomaculina convoluta o Chondropsis semivirdis.

### Tal·lus fruticulós

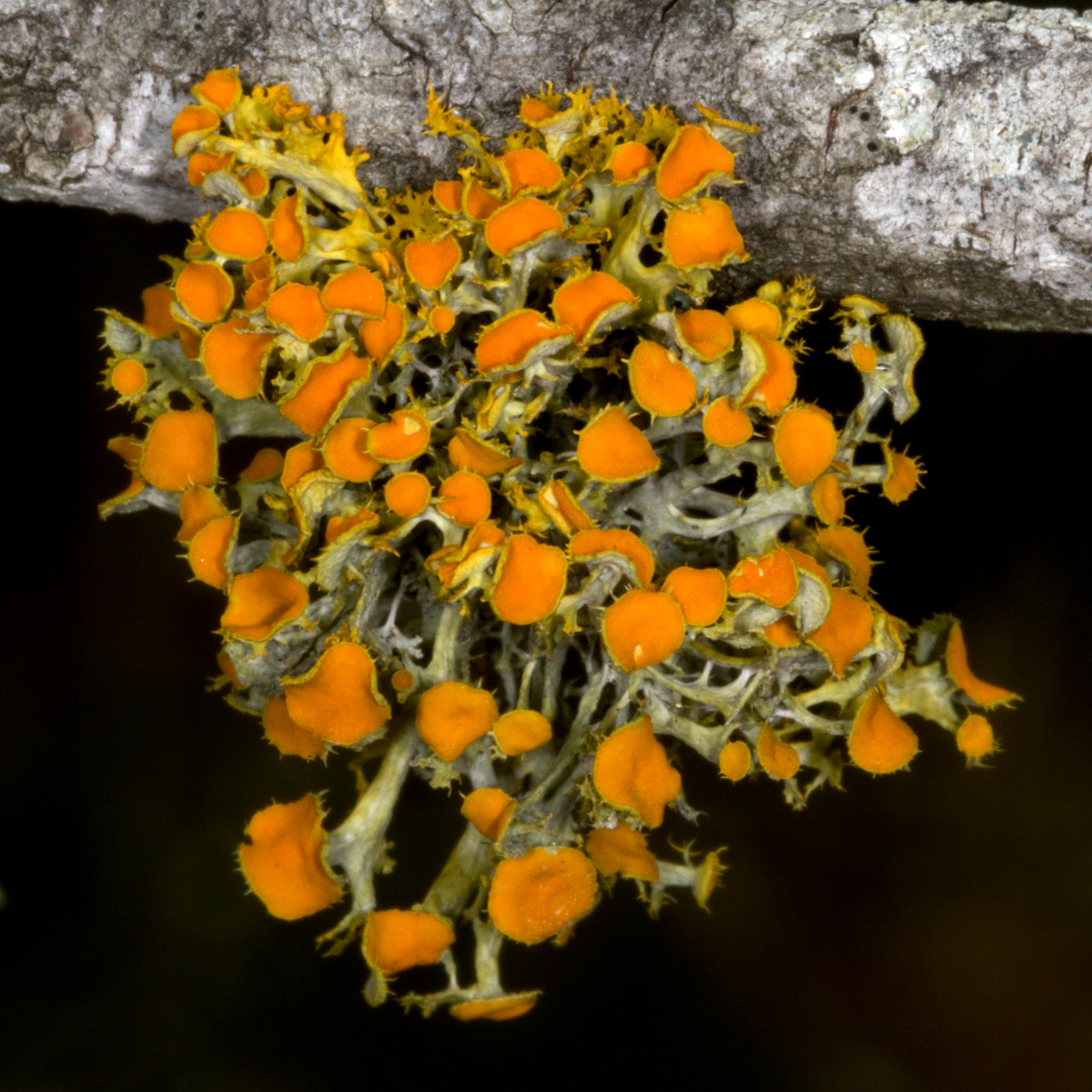
Un liquen fruticulós, Teloschistes chrysophthalmus.

En els líquens fruticulosos, el tal·lus es troba enganxat al substrat en molt pocs o només un sol punt. Són "tridimensionals" i estan molt exposats a l'aire, fet que fa que habitualment siguin més sensibles a la contaminació atmosfèrica. Poden tenir forma d'arbust (com Teloschistes chrysophthalmus o Cladonia portentosa), barba o bé filiformes (algunes espècies del gènere Usnea o Bryoria).

## Ecologia
Els líquens poden resistir fortes dessecacions; alguns poden viure amb una proporció interna de només el 2 per cent d'aigua. Són capaços de rehidratar-se. La resistència hídrica prové del micobiont, que secreta polisacàrids al voltant de l'hifa. A més, acumulen poliols, que serveixen de reserva d'aigua. En de cinc a trenta minuts es rehidraten. També poden sobreviure a grans variacions de temperatura, en proves de laboratori de –70 °C a +70 °C. Molts líquens són espècies pioneres que colonitzen medis extrems. Se'n troben en fulles, en roques calcàries, en murs vells, teulades, sobre escorça en boscos, etc.
El 2005, dues espècies de líquens es van enviar a l'espai i van ser exposades al buit durant dues setmanes, sense patir danys.
En els ecosistemes, són una font d'alimentació per a nombroses espècies, entre les quals els rens o caribús. Alguns lepidòpters nocturns s'alimenten dels que viuen als arbres (Noctua promissa, Noctua sponsa, Noctua nupta (= Catocala nupta).
Depuren l'aire de minerals i de pol·len i reciclen els elements. Són el primer estadi per a la formació d'humus. Són indicadors de no contaminació.

## Usos
- Com a aliment, per exemple Umbilicaria esculenta en la cuina asiàtica o Cladonia rangiferina (aliment per als rens).
- Medicinals, diversos líquens.
- Tints, diversos líquens.
- Perfumeria, diversos líquens.
- Indicadors del nivell de contaminació, diversos líquens.
- Per a datar quant de temps han estat exposades les pedres cobertes de líquens.